# 49e armée (Russie)
La 49e armée est une grande unité soviétique créée en août 1941 après l'invasion allemande de l'Union soviétique pendant la Seconde Guerre mondiale. La 49e armée sert pendant toute la guerre, avant sa dissolution à l'été 1945.
La 49e armée combinée (en russe 49-я общевойсковая армия ; en abrégé 49 ОА) des forces terrestres russes existe de 1992 à 1994, puis est recréée en 2010. Son état-major se trouve à Stavropol, dans le district militaire sud. En 2022, ses unités opérationnelles sont engagées dans l'invasion de l'Ukraine.

## Seconde Guerre mondiale

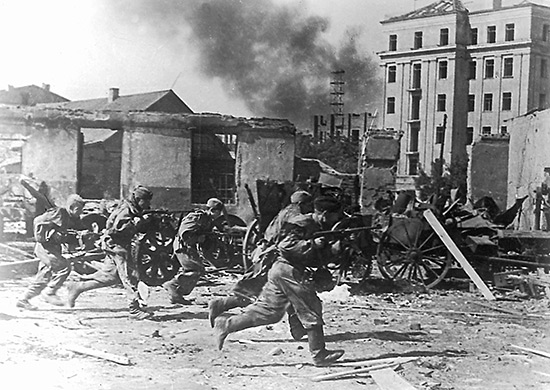
Troupes soviétiques de la combattant dans les rues de Mogilev, juin 1944.

La 49e armée est créée par la directive de la Stavka du 6 août 1941 pour faire partie du front de réserve. Cette armée est constituée à partir du 35e corps de fusiliers ; l'armée est initialement composée de la 194e division de montagne, des 220e, 248e et 298e divisions, de la 4e division de milice populaire et du 396e régiment d'artillerie. L'armée se déploie en défensive autour de Dorogobouj (à l'est de Smolensk), en arrière du front de l'Ouest. Le 12 octobre 1941, la 49e armée, remplacée par la 32e armée, est envoyée sur la ligne de défense de Mojaïsk (pour défendre Moscou au sud-ouest), autour de Kalouga. L'armée y affronte de fin octobre à novembre les troupes allemandes, arrêtant finalement ces derniers sur l'Oka, entre Serpoukhov et Aleksine. En décembre 1941, la 49e participe à la contre-offensive d'hiver russe. De janvier à avril 1942, elle est impliquée dans la bataille de Rjev, reprenant Ioukhnov et atteignant les rives de l'Ougra. En mars 1943, l'armée n'empêche pas l'évacuation allemande du saillant de Rjev (Operation Büffel).
En juin 1943, le lieutenant-général Ivan Grichine prend le commandement de l'armée, y restant jusqu'à la fin de la guerre. D'août à septembre 1943, l'armée participe à la seconde bataille de Smolensk, reprenant Spas-Demensk, franchissant la Desna au sud d'Ielnia, atteignant la frontière biélorusse à Mstsislaw. Transférée au deuxième front biélorusse le 24 avril 1944, elle est engagée dans l'opération Bagration à partir de juin 1944, perforant le front allemand, s'emparant de Moguilev en compagnie de la 50e armée le 28 juin. En juillet, la 49e perce de nouveau entre Grodno et Svislotch, puis prend Sokółka. D'août à septembre 1944, elle est engagée dans l'offensive Lublin-Brest, abordant finalement la Narew près de Łomża.
En janvier 1945, la 49e armée est en ligne face à la Prusse occidentale. À partir du 10 février 1945, elle est engagée à l'offensive de Poméranie orientale, prenant Czersk et Berent, puis participant à la conquête de Danzig. Le 20 avril 1945, elle échoue dans un premier temps à franchir l'Oder au sud de Gartz, établit une tête de pont le 21, débouche le 24 et fonce vers l'ouest en évitant l'agglomération berlinoise (la conquête de Berlin étant confiée au premier front biélorusse). Le 7 mai 1945, la 49e armée s'arrête sur l'Elde à Ludwigslust, y prenant contact avec des unités de la 2e armée britannique. En juillet 1945, l'armée est déplacée dans l'oblast de Gorky ; elle est dissoute en août 1945, son état-major devenant celle du district militaire de Gorky.

## Recréations russes
En mai 1992, le 12e corps d'armée devient la 49e armée combinée de la toute nouvelle Armée de terre russe, avec son état-major à Krasnodar, dans le district militaire du Nord-Caucase. Cette armée est renommée 67e corps d'armée le 1er octobre 1994.
La 49e armée combinée est recréée en 2010, avec son siège à Stavropol, dans le district militaire sud. En plus de cette armée, le district dispose de la 58e armée à Vladikavkaz, de la 8e armée à Novotcherkassk (près de Rostov et donc du Donbass) et du 22e corps d'armée à Sébastopol (en Crimée).

### Composition

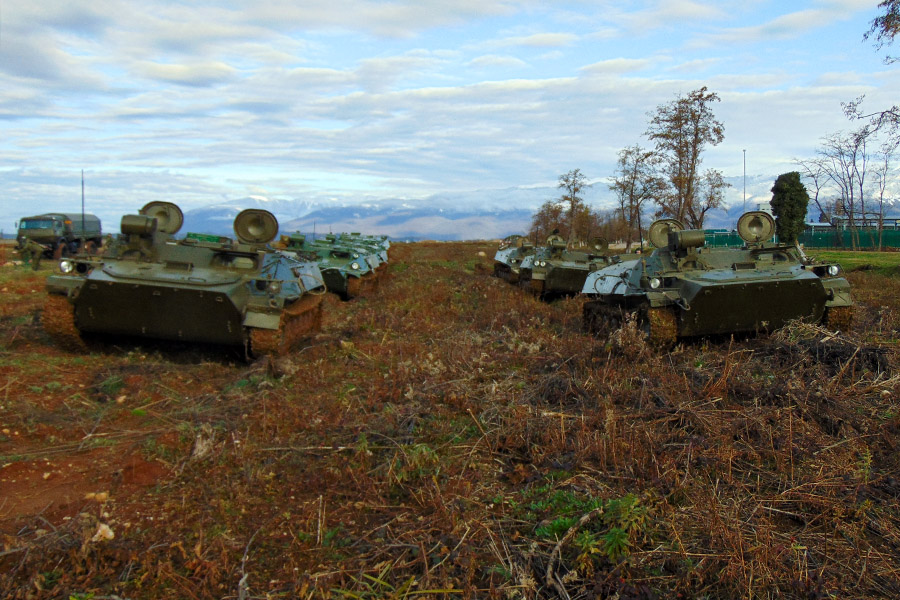
Des MT-LB de la 7e base militaire installée en Abkhazie, en 2016.

La 49e armée comprend en 2018 les unités suivantes : 
- 66e brigade de commandement Odesskaïa, à Stavropol ;
- 205e brigade de fusiliers motorisés « cosaque » (159 MT-LB, 41 T-72B, 11 BTR-80, 6 GAZ-233014 Tigr, 4 BRDM-2, 36 2S3 Akatsiya, 18 BM-21 Grad, 12 MT-12 Rapira, 12 9P149 Chtourm-S, 12 9K331 Tor-M1, 6 9K34/35 Strela-10, 6 2S6M Toungouska et 27 9K38 Igla)[3], à Boudionnovsk ;
- 34e brigade de fusiliers motorisés de montagne (80 MT-LB, 9 BTR-80, 18 2S3 Gvozdika, 12 2S12 Sani et 8 ZSU-23-2), à Storozhevaya-2 près de Zelentchoukskaïa en Karatchaïévo-Tcherkessie ;
- 7e base militaire (130 BTR-82AM, 41 T-90, 26 BTR-80A, 15 MT-LB, 4 BRDM-2, 18 2S3 Akatsiya, 18 D-30 de 122 mm, 18 BM-21 Grad, 12 2S12 Sani, 12 MT-12 Rapira, 12 9P149 Chtourm-S, 12 9A33BM2 Osa, 6 9K34/35 Strela-10, 6 2S6M Tunguska et 27 9K38 Igla), à Goudaouta en Abkhazie (avec détachements dans la vallée de Kodori et au barrage d'Ingouri) ;
- 25e régiment de spetsnaz, à Stavropol ;
- 1re brigade de missiles de la Garde (douze Iskander-M), Goriatchi Klioutch dans le kraï de Krasnodar ;
- 227e brigade d'artillerie Tallinskaïa (8 BM-27 Ouragan, 18 2S65 Msta-B, 6 MT-12 Rapira et 18 9P149 Chtourm-S), à Krasnooktiabrski (ru) en Adyguée ;
- 90e brigade de missiles antiaériens (36 9K37 Bouk-M1-2), à Afipski dans le kraï de Krasnodar ;
- 100e régiment de missiles antiaériens de la Garde (douze S-300PMU), à Goudaouta ;
- 99e brigade de soutien logistique, à Maïkop ;
- 39e régiment de protection NBC (9 TOS-1 Buratino, 18 BMO-T avec RPO-A Chmel, véhicules de reconnaissance chimique, véhicules de décontamination et générateurs de fumée), à Oktiabrski (ru) dans l'oblast de Volgograd[4].

### Commandants
- 2011-2012 : major-général Sergueï Vassilievitch Kouralenko ;
- 2012-2013 : lieutenant-général Viktor Borissovitch Astapov ;
- 2014-2019 : lieutenant-général Sergueï Mikhaïlovitch Sevrioukov ;
- 2019-2020 : major-général Mikhaïl Stepanovitch Zousko ;
- depuis août 2020 : lieutenant-général Iakov Vladimirovitch Rezantsev[5].

### Invasion de l'Ukraine par la Russie en 2022
Dans le contexte de la crise russo-ukrainienne de 2021, des détachements des 34e brigade de fusiliers motorisés (un BTG : groupe tactique de bataillon) et 90e brigade antiaérienne sont identifiés en Crimée en novembre et décembre 2021. Les autres brigades de la 49e armée restent stationnées dans le Kouban, en réserve opérationnelle.
Ses BTG sont engagés lors de l'invasion de l'Ukraine. Les documents russes saisis le 10 mars 2022 par les troupes ukrainiennes près de Kherson fournissent la liste des unités de la 49e armée déployées dans le Sud de l'Ukraine : les deux BTG de la 205e brigade, les deux de la 34e, le renfort des deux du 108e régiment de la VDV, avec le soutien de la 90e brigade antiaérienne, de la 227e d'artillerie et de la 10e de Spetsnaz, de tout à l'est du Boug au nord-est de Mykolaïv. Fin mars, le PC de la 49e armée est détruit ; selon les Ukrainiens, son commandant, le lieutenant-général Iakov Rezantsev, aurait été tué le 25 mars 2022 lors d'un tir d'artillerie sur l'aéroport de Kherson.
L'état-major de la 49e armée commanderait toutes les troupes russes dans le Sud-Ouest de l'Ukraine, y compris les BTG du 22e corps et des VDV ; de mars à la mi-avril, ses unités restent sur la défensive, gardant le contrôle de Kherson et d'une vaste tête de pont sur la rive occidentale du Dniepr, à l'ouest du réservoir de Kakhovka. En novembre 2022, lors de la seconde bataille de Kherson, la 49e armée doit finalement se retirer de Kherson et de toute la rive droite du Dniepr, contrôlant désormais la partie orientale et méridionale de l'Oblast de Kherson.

### Lectures complémentaires
- (ru) Mikhail Bykov et Vladimir Anokhin, Все истребительные авиаполки Сталина. Первая полная энциклопедия, Yauza,‎ 2014 (ISBN 9785457567276, lire en ligne)
- (ru) Sergey Mikheyenkov, Серпухов. Последний рубеж. 49-я армия в битве за Москву. 1941, Moscow, Tsentrpoligraf, coll. « Забытые армии. Забытые командармы [Forgotten Armies, Forgotten Commanders] »,‎ 2011 (ISBN 978-5-227-02912-6)
- (ru) Sergey Mikheyenkov, Кровавый плацдарм. 49-я армия в прорыве под Тарусой и боях на реке Угре. 1941–1942, Moscow, Tsentrpoligraf, coll. « Забытые армии. Забытые командармы [Forgotten Armies, Forgotten Commanders] »,‎ 2012 (ISBN 978-5-227-03659-9)